# Venusia megaspilata
Venusia megaspilata là một loài bướm đêm trong họ Geometridae.